# 備前郵便局
備前郵便局（びぜんゆうびんきょく）は、岡山県備前市西片上にある郵便局。民営化前の分類では集配普通郵便局であった。

## 概要
住所：〒705-8799 岡山県備前市西片上1278-20

## 沿革
- 1872年1月14日（明治4年12月5日） - 片上（かたかみ）郵便取扱所として開設[1]。
- 1874年（明治7年） - 片上郵便役所となる。
- 1875年（明治8年）1月1日 - 片上郵便局（四等）となる。
- 1882年（明治15年） - 為替・貯金取扱を開始。
- 1901年（明治34年）3月1日 - 片上郵便電信局となる。
- 1903年（明治36年）4月1日 - 通信官署官制の施行に伴い片上郵便局となる。
- 1952年（昭和27年）2月1日 - 電気通信業務を、新設の備前電報電話局に移管[2]。
- 1952年（昭和27年）11月1日 - 備前郵便局に改称[3]。
- 1956年（昭和31年）9月1日 - 電話通話および和文電報受付事務の取扱を開始。
- 1960年（昭和35年）10月11日 - 特定郵便局から普通郵便局に局種別改定するとともに、伊里郵便局[4]から集配業務の全部を、ならびに香登郵便局から集配業務の一部[5]を移管。
- 1981年（昭和56年）6月 - 局舎新築。
- 1998年（平成10年）9月1日 - 外国通貨の両替および旅行小切手の売買に関する業務取扱を開始。
- 2007年（平成19年）10月1日 - 民営化に伴い、併設された郵便事業備前支店に一部業務を移管。
- 2012年（平成24年）10月1日 - 日本郵便株式会社発足に伴い、郵便事業備前支店を備前郵便局に統合。

## 取扱内容
- 郵便、印紙、ゆうパック、内容証明
- 貯金、為替、振替、振込、国際送金、国債、投資信託
- 生命保険、バイク自賠責保険、自動車保険
- ゆうちょ銀行ATM
- 備前市内の一部地域（〒705-00xx、705-85xx、705-86xx、705-87xx）の集配業務
- ゆうゆう窓口

## 周辺
- 備前市役所
- 備前市民センター・中央公民館
- 岡山県立備前緑陽高等学校
- 備前市立片上高等学校
- マックスバリュ備前店
- エディオン備前店
- 国道2号

## アクセス
- JR赤穂線 西片上駅から徒歩約5分
- 宇野バス・備前バス 片上停留所下車
- 山陽自動車道 和気ICから南へ約6.5km
- 国道250号沿い
- 駐車場あり：6台